# Rudy Collins
Rudolph Alexander Collins (* 24. Juli 1934 in New York City; † 15. August 1988) war ein amerikanischer Jazzschlagzeuger.
Collins spielte zunächst Posaune, wandte sich dann dem Schlagzeug zu. Er studierte dieses Instrument 1953–57 bei Sam Ulano. 1952 wurde er Berufsmusiker und spielte zunächst bei Hot Lips Page und 1953 bei Cootie Williams, dann bei Eddie Bonnemere von 1953 bis 1956 – daneben Auftritte bei Johnny Smith, J. J. Johnson und Kai Winding und Roy Eldridge (1956). Spielte 1957/58 bei Austin Powell – daneben bei Cab Calloway und Carmen McRae (1958), 1959 bei Cecil Taylor und ab Ende 1959 und 1960 bei Herbie Mann. 
Collins spielte von 1962 bis 1967 bei Dizzy Gillespie, tourte 1967/68 mit Ray Bryant, Kenny Burrell, Woody Herman; spielte 1969 bei Junior Mance, Lloyd Price, Harry Belafonte. 
War um 1970 in Theaterorchestern aktiv und unterrichtete seitdem Schlagzeug; 1972 bei Earl Hines; 1973 in New Yorker Clubs bei Duke Pearson und Lee Konitz; 1974 bei Randy Weston und der Nordamerika-Tour von Count Basie, 1975 bei Cleo Laine/John Dankworth.

## Auswahldiskographie
- Dizzy Gillespie: Dizzy Goes Hollywood, 1963; The Cool World , Film-Soundtrack, 1964; (beide Philips)
- Quincy Jones: Big Band Bossa Nova (Mercury Records, 1962)
- Herbie Mann: …at the Village Gate (Atlantic Records, 1962)
- Dave Pike: Bossa Nova Carnival (New Jazz, 1962)
- Lalo Schifrin: Lalo = Brilliance (Roulette Records, 1962)